# Hipposideros cyclops
Hipposideros cyclops (Temminck, 1853) è un pipistrello della famiglia degli Ipposideridi diffuso nell'Africa subsahariana.

## Descrizione

### Dimensioni
Pipistrello di medie dimensioni, con la lunghezza totale tra 95 e 133 mm, la lunghezza dell'avambraccio tra 59 e 75 mm, la lunghezza della coda tra 18 e 36 mm, la lunghezza del piede tra 18 e 22 mm, la lunghezza delle orecchie tra 28 e 38 mm e un peso fino a 45,5 g.

### Aspetto
La pelliccia è lunga, densa, soffice e lanosa. Le parti dorsali sono bruno-nerastre cosparse di peli con la punta bianca o argentata, mentre le parti ventrali sono più chiare. Le orecchie sono lunghe e strette, con il margine posteriore concavo sotto la punta e con l'antitrago semplice. Gli occhi sono relativamente grandi è circondati da anelli di peli più scuri. La foglia nasale presenta una porzione anteriore larga con due fogliette supplementari su ogni lato, un setto nasale poco sviluppato, una porzione intermedia con una protuberanza centrale allungata, una porzione posteriore con tre setti verticali che la dividono in quattro celle e con un secondo processo allungato al centro del margine superiore. Entrambi i sessi hanno una sacca frontale, con l'apertura verticale circondata da lunghe setole biancastre che formano un ciuffo cospicuo se la sacca è capovolta. Ai lati sono presenti due ghiandole più piccole. È presente inoltre un'altra sacca ghiandolare circondata da lunghe setole bruno-rossastre tra il pene e l'apertura anale, sostituita da una chiazza di pelle nuda nelle femmine. Le membrane alari sono bruno-nerastre. La coda è lunga e si estende leggermente oltre l'ampio uropatagio. 

### Ecolocazione
Emette ultrasuoni ad alto ciclo di lavoro sotto forma di impulsi a frequenza costante di 58,4-60,8 kHz.

## Biologia

### Comportamento
Si rifugia singolarmente o in piccoli gruppi fino a 12 individui nelle cavità degli alberi incluse palme del genere Borassus, il kapok, Cola cordifolia, Cordia sp., Hallea stipulosa, Klainedoxa gabonensis, Macaranga sp., Pseudospondias microcarpa, Ricinodendron heudelotii e il frakè. Più raramente si trova nei tronchi accatastati, pozzi e miniere abbandonate. Condivide i ricoveri con altre specie di pipistrelli, con anomaluridi, ghiri e con Praomys tullbergi. Il volo è moderatamente rapido ma poco manovrato. La sacca anale se capovolta emette un forte odore pungente.

### Alimentazione
Si nutre di insetti, principalmente Sphingidae e neurotteri, catturati con la tecnica dei posatoi, situati solitamente a 2-6 metri dal suolo.

### Riproduzione
Danno alla luce un piccolo alla volta a metà marzo e vengono svezzati dopo due mesi. Femmine gravide sono state catturate da febbraio a marzo, mentre altre che allattavano sono state catturate da maggio a giugno.

## Distribuzione e habitat
Questa specie è diffusa nell'Africa centrale e meridionale, nel Senegal meridionale, Gambia, Guinea-Bissau settentrionale, Guinea meridionale, Liberia, Sierra Leone, Costa d'Avorio, Ghana, Togo, Benin, Nigeria meridionale, Camerun sud-occidentale, isola di Bioko, Rio Muni, Repubblica Centrafricana centro-settentrionale, Gabon, Repubblica del Congo, Repubblica Democratica del Congo settentrionale, Ruanda, Sudan del Sud meridionale, Uganda, Kenya occidentale e sud-orientale, Tanzania nord-orientale.
Vive nelle foreste pluviali, foreste costiere, montane, di palude e mangrovie,in zone degradate come piantagioni di cacao fino a 1.950 metri di altitudine.

## Conservazione
La IUCN Red List, considerato il vasto areale e la popolazione presumibilmente numerosa, classifica H.cyclops come specie a rischio minimo (Least Concern)).